# Lingering Sentiment
Lingering Sentiment (留まりし思念 Todomarishi Shinen?, lit. Sentimiento persistente), traducido al español como Consciencia Latente, es un personaje ficticio de la saga de videojuegos Kingdom Hearts desarrollada por Square Enix. Aparece en Kingdom Hearts II Final Mix para PlayStation 2 y en Kingdom Hearts Birth by Sleep para PlayStation Portable, juegos lanzados en 2007 y 2010 respectivamente.
Es una armadura encantada que conserva los sentimientos y emociones de su antiguo dueño, Terra, tratándose de una coraza vacía. Cromada y metalizada en una mezcla de color amarillo y marrón claro, está formada por placas en diferentes capas, con un casco con visera en forma triangular tintado de negro, y un tipo de hierros verticales en la parte superior. Dispone también de una capa de color beige en un tipo de tela gruesa y de unos guantes negros en cuero ajustado.
Su especialidad es el ataque físico y la rapidez, provocando golpes letales consecutivos después de realizar varias piruetas alrededor de la zona de combate. Emplea también la magia con misiles de luz teledirigidos, balas en forma de triángulo flecha y explosiones de área.
Las armaduras de combate de Terra, Ven y Aqua, se ejecutan a través de unos botones hombrera situados en la parte superior de sus brazos izquierdos, aunque su función principal es otorgar protección en los viajes a otros mundos por el espacio gumi, como si de una escafandra de astronauta se tratase -esto puede comprobarse en las escenas de video, en las cuales se ve cómo se las ponen justo antes de atravesar el portal para salir al espacio, y cómo se las vuelven a quitar una vez han llegado a otro mundo-. Una vez el botón de ejecución ha sido accionado, una luz blanca con chispas de luz azulada inunda al huésped, y este aparece con la armadura puesta.
Otras formas de llamársele, y que podrían ser utilizadas como tags en las distintas páginas web donde se menciona dicho personaje son...
- Enigmatic Knight/Soldier
- Unknown Knight/Soldier
- Lingering Spirit/Sentiment

...aunque la traducción oficial es la que encabeza este artículo, proveniente del japonés registrado en la ficha de personajes en el diario.

## Primera aparición
Hace su primera aparición en el Cementerio de las llaves espada en la zona del cañón de Kingdom Hearts II: Final Mix +, como enemigo final desbloqueable al cumplir ciertos objetivos. Cabe destacar que es el jefe más poderoso de todo el juego junto a Enigmatic Man de Kingdom Hearts: Final Mix. Para llegar hasta él es necesario atravesar un portal dimensional situado en la Cámara de la Piedra Angular del mundo Castillo Disney, que aparece una vez se termina el juego en modo Normal y completando todo Diario de Pepito o simplemente en dificultad modo Experto.

## Segunda aparición
Su segunda aparición se realiza en Kingdom Hearts Birth by Sleep, videojuego de PlayStation Portable estrenado el 9 de enero de 2010. Este videojuego se sitúa varios años antes de los sucesos de Kingdom Hearts. Se explica como ocurrió la separación de cuerpo y armadura en el final del videojuego.

## Historia
Terra termina peleando contra Xehanort en un combate uno contra uno. La victoria a favor de Terra induce a Xehanort a clavarse su propia llave espada, lo que provoca la extracción de su corazón, el cual proyecta en un último ataque contra Terra con el fin de utilizarlo como nuevo cuerpo huésped. Terra, sin tiempo a reaccionar, consigue accionar el botón de su armadura, la cual se transforma pero fuera de tiempo, por lo que termina impactando sin poder evitarlo con el corazón de Xehanort, fusionándose con él, mientras que los sentimientos de Terra quedan fusionados con la armadura. A raíz de la fusión, el pelo le cambia de marrón a plateado y los ojos de azul a amarillo. Es ahora cuando Xehanort tiene el control sobre el cuerpo de Terra.
Manualmente, se quita las partes de su armadura y las tira al suelo, mientras el cielo queda limpio de nubes y vuelve a verse la plataforma de combate, un suelo de arena blanca en lo más alto del cañón de Cementerio de llaves espada. Dispuesto a irse con el nuevo cuerpo adquirido y el control sobre la mente de Terra, misteriosamente, la armadura del suelo cobra vida, colocándose de rodillas sujetando la espada clavada en el suelo verticalmente y en posición de combate. Terranort, sin saber qué es lo que pasa, invoca su llave espada con la intención de destruir la armadura, mientras que ésta se levanta y adopta la posición de ataque de Terra. Comienza la batalla final por la liberación del cuerpo.
Fracasando en el intento, Terranort queda inconsciente a causa de los golpes contundentes de la espada de la armadura de Terra, sin haber podido derrotar a éste ni en el primer ni segundo combate. Habiendo cumplido su misión, y en pos de letargo, la armadura vuelve a arrodillarse clavando la espada en el suelo, mientras una explosión de luz proveniente de detrás del cuerpo de Terranort les inunda a ambos, haciendo que Terranort pierda la memoria en su posterior despertar, con recuerdos confusos y mezclados.
Tiempo después, en Kingdom Hearts II: Final Mix +, Sora pelea en la parte baja del cañón del cementerio de llaves espada, contra Lingering Sentiment, o mejor dicho, el espíritu de Terra encantado en la armadura. Nuevamente aparece en su postura de reflexión, mientras ésta realiza una serie de preguntas a Sora. «Tú no eres a quien yo elegí» formula la armadura, por lo que comienza el combate por destruir al impostor. Perdiendo esta vez el duelo, la armadura reconoce el gran potencial de Sora y piensa que puede ser el verdadero elegido, por lo que le entrega todo el poder que le queda con la esperanza de que termine lo que él no pudo.